# Lazzaroni (Naples)
 (décembre 2021).
Si vous disposez d'ouvrages ou d'articles de référence ou si vous connaissez des sites web de qualité traitant du thème abordé ici, merci de compléter l'article en donnant les références utiles à sa vérifiabilité et en les liant à la section « Notes et références ».

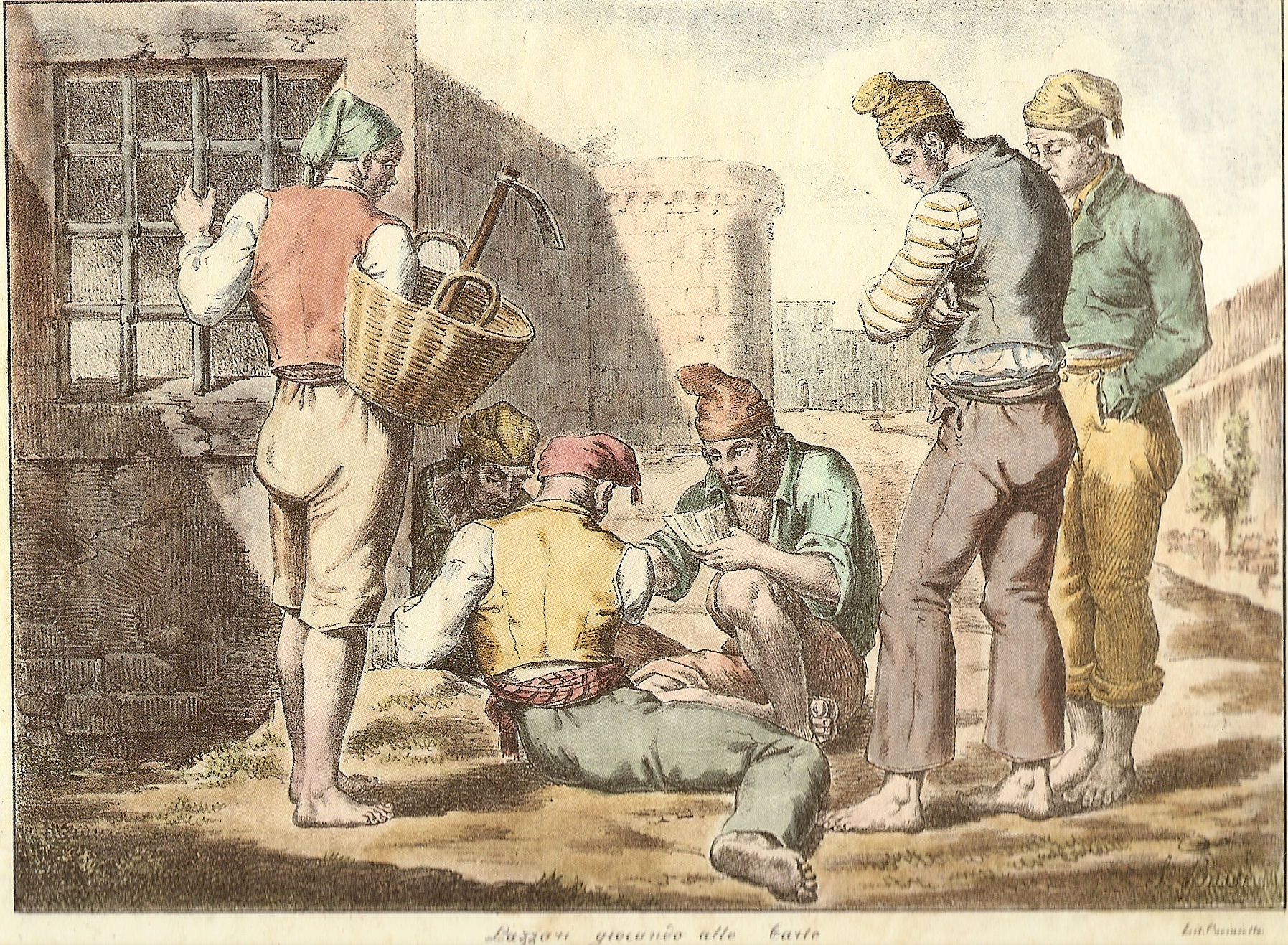
Silvestro Bossi, Lazzari giocano a carte, 1824.

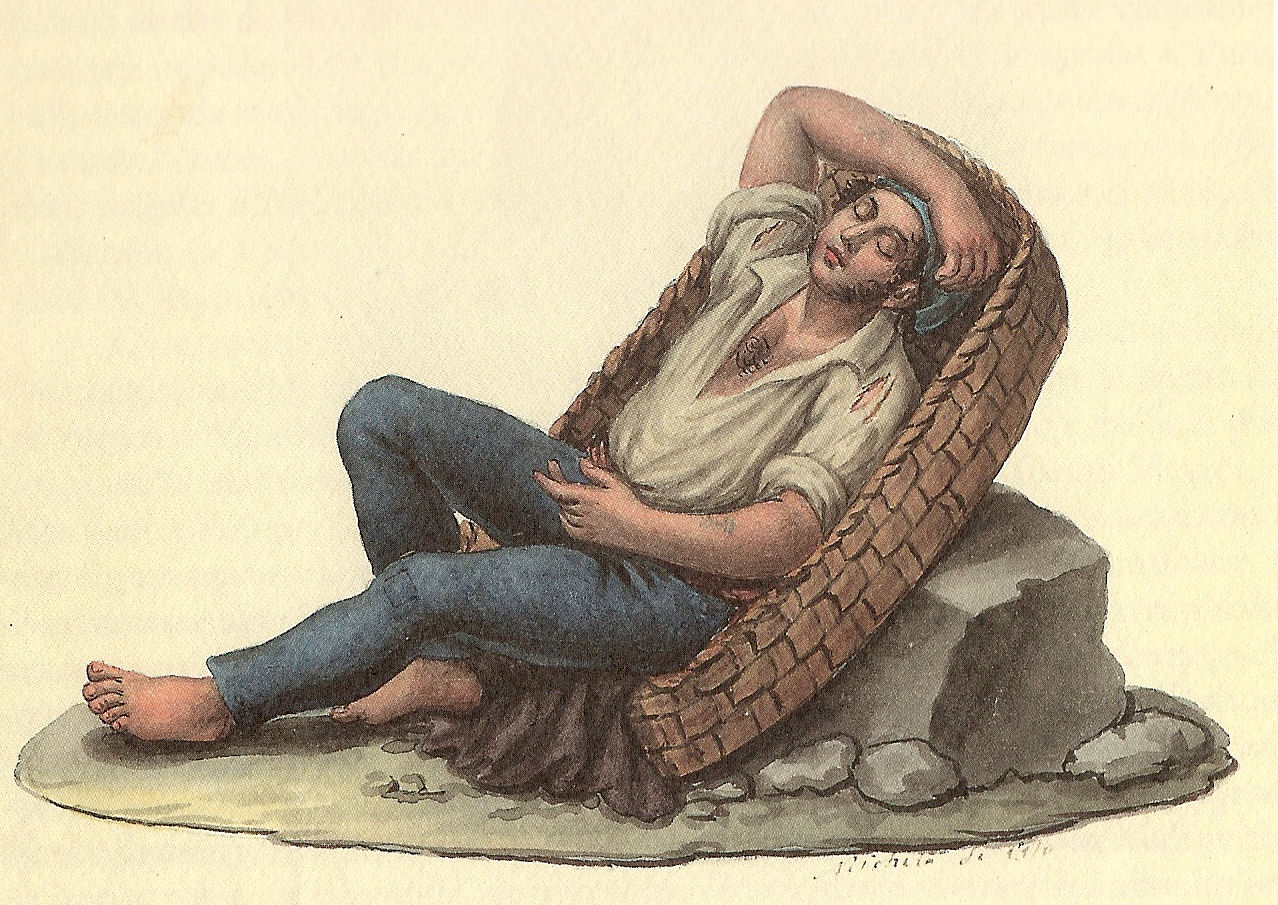
Michela de Vito, Il giaciglio del lazzaro, vers 1870.

Lazzaroni (pluriel de lazzarone, augmentatif de lazzaro ou lazaro, Lazare) est un mot italien qui désigne à Naples, aux XVIIIe et XIXe siècles, les hommes les plus pauvres.  

## Origine
L'origine du terme est incertaine. L'appellation lazzarone proviendrait de la ressemblance de ces individus avec le Lazare de l'Évangile, en raison de leur pauvreté, ou bien de la ressemblance de leurs vêtements avec ceux des malades de l'hospice de Saint-Lazare. 
Dans son Journal, rédigé lors de ses séjours en Italie, Stendhal propose en 1811 une définition qui est la suivante : « La dernière classe du peuple à Naples est célèbre, dans toute l'Europe, sous le nom de lazzaroni. Ce mot vient de lazzari, nom qu'on leur donnait à cause de leur nudité. »

## Histoire
Au XVIIIe et XIXe siècles, en pleine période révolutionnaire, les sources estiment le nombre des Lazzaroni entre 40 000 et 100 000 individus. La plupart vivent de métiers modestes, par exemple pêcheurs, commissionnaires ou bravi [précision nécessaire]. Les autres mendient. Sans domicile le jour, ils sont étendus au soleil sur la grève ou sur les larges dalles de la rue de Tolède, tandis qu'ils passent la nuit couchés dans de grands paniers d'osier.[source insuffisante]
Tous les ans, ils choisissaient un chef qu'on désigne par le terme de Capo Lazzaro. Masaniello reçut ce titre quand il prit la tête de la révolte populaire à Naples, en 1647. 
En 1798, les lazzaroni, galvanisés par le cardinal Ruffo et ayant à leur tête Michele Sforza, résistent trois jours à Championnet en essayant de défendre Naples lors de la Révolution Romaine.

## Sources
Dictionnaire universel des sciences, des lettres et des arts, Marie-Nicolas Bouillet, Paris, Hachette, 1854.